# Видиборский сельсовет
Видиборский сельсовет (белор. Відзіборскі сельсавет) — административная единица на территории Столинского района Брестской области Беларуси. Административный центр — деревня Видибор.

## История
Видиборский сельский Совет депутатов трудящихся (с 7.10.1977 — Видиборский сельский Совет народных депутатов, с 6.10.1994 — Видиборский сельский Совет депутатов) с центром в деревне (с 20.1.2011 — агрогородок) Видибор был создан 31 марта 1959 года в составе Столинского района Брестской области.

## Состав
Видиборский сельсовет включает 11 населённых пунктов:
- Видибор — деревня
- Видиборец — деревня
- Ворсынь — деревня
- Вулька-Орея — деревня
- Дубой — агрогородок
- Комарники — деревня
- Крушин — деревня
- Осовая — деревня
- Осовцы — деревня
- Теребище — деревня
- Юнище — деревня